# Samurai Sentai Shinkenger: Ginmakuban Tenkawakeme no Tatakai
Bộ phim về Samurai Sentai Shinkenger: Trận chiến định mệnh (侍戦隊シンケンジャー銀幕版　天下分け目の戦 Samurai Sentai Shinkenjā Ginmakuban Tenkawakeme no Tatakai) là một bộ phim điện ảnh của Samurai Sentai Shinkenger, loạt phim Super Sentai năm 2009. Bộ phim đã được công chiếu ở các rạp của Nhật vào ngày 8 tháng 8 năm 2009, song song với bộ phim về Kamen Rider Decade Kamen Rider Decade: All Riders vs. Dai-Shocker. Đây là bộ phim đầu tiên của Nhật được làm theo công nghệ 3D.

## Diễn xuất
Goda Masashi, từng thủ vai Yūji Mita/OhBlue trong Chouriki Sentai Ohranger, đã quay trở lại với vai diễn Shiba Retsudō (志葉 烈堂 Shiba Retsudō), ShinkenRed Sơ đại (初代シンケンレッド Hatsudai Shinken Reddo). Diễn viên phim cổ trang kì cựu Owada Shinya thủ vai lãnh đạo độc ác của Kusare Gedoushu (クサレ外道衆 Kusare Gedōshū, tạm dịch là "Mục Ngoại Giáo"), Aburame Manpuku (脂目 マンプク Aburame Manpuku, Manpuku Chi Mục).

## Câu chuyện
Nội dung được đặt giữa tập 22 và 23 Shinkenger, các Shinkenger phải chiến đấu với kẻ thù vừa mới hồi sinh Kusare Gedoushu Aburame Manpuku và quân đội của hắn trong 3 ngày. Các Shinkenger mệt mỏi và bị thương đã gần như bị đánh bại, do Kusare Gedoushu không cần phải trở lại sông Tam Đồ để nạp lại năng lượng. Trong khi đang chữa trị các vết thương, Jii nhận ra rằng họ đã tìm thấy một Disk Bí Truyền được sử dụng bởi ShinkenRed đầu tiên để phong ấn Manpuku đang ở trong đền Genryu, nằm ở giữa lãnh địa của Kusare Gedoushu. Bằng kế hoạch của Ryunosuke và Kotoha cải trang thành Liên trung Nanashi, Takeru nhận ra rằng Disk Bí Truyền đó thực sự chỉ là một tin nhắn khó hiểu mà ShinkenRed đầu tiên Shiba Retsudō để lại. Không thể tìm ra được ý nghĩa tin nhắn, các Shinkenger trở nên tuyệt vọng cho đến khi họ nghe thấy lời cầu nguyện của những đứa trẻ và quyết định đến giao chiến với Kusare Gedoushu Aburame Manpuku mà không cần chiếc đĩa. Ngày hôm sau, các Shinkenger đương đầu với Kusare Gedoushu một lần nữa. Các hộ vệ ngăn cản Liên minh Nanashi để một mình ShinkenRed chiến đấu với Manpuku. Lúc này, vì không muốn ShinkenRed bị giết bởi kẻ khác, Juzo cố gắng can thiệp cuộc quyết chiến nhưng bị Genta lao vào và biến thân thành ShinkenGold đánh nhau với Juzo. Khi sắp thua Mankupu, ShinkenRed chợt nhận ra ý nghĩa đằng sau thông điệp của Shiba Retsudō, vì thế anh đã dùng Disk Bí Truyền lắp vào Shinkenmaru đâm vào phong ấn trên người Mankupu để khôi phục lại toàn bộ sức mạnh của Disk Bí Truyền làm cho Disk Bí Truyền trở thành Kyoryu Disk và ShinkenRed biến thành Hyper ShinkenRed, Shinkenmaru trở thành Kyoryumaru. Với sức mạnh mới được tìm thấy, Hyper ShinkenRed một mình đánh bại cả đoàn quân Nanashi trước khi giết Manpuku. Hóa thành khổng lồ với mạng thứ hai, Manpuku biến lại hình dạng thực sự của hắn ta áp đảo cả Tenku-ShinkenOh. Đến khi Kyoryumaru chuyển hóa thành Kyoryu Origami cắn đứt cái đầu rắn trên người Mankupu. Khi kết hợp với ShinkenOh để trở thành Kyoryu-ShinkenOh đã tiêu diệt Manpuku mãi mãi.

## Diễn viên
- Shiba Takeru: Matsuzaka Tori (松坂 桃李 Matsuzaka Tōri?)
- Ikenami Ryunosuke: Aiba Hiroki (相葉 弘樹 Aiba Hiroki?)
- Shiraishi Mako: Takanashi Rin (高梨 臨 Takanashi Rin?)
- Tani Chiaki: Suzuki Shogo (鈴木 勝吾 Suzuki Shōgo?)
- Hanaori Kotoha: Morita Suzuka (森田 涼花 Morita Suzuka?)
- Umemori Genta: Sohma Keisuke (相馬 圭祐 Sōma Keisuke?)
- Fuwa Juzo: Karahashi Mitsuru (唐橋 充 Karahashi Mitsuru?)
- Kusakabe Hikoma: Ibuki Gorou (伊吹 吾郎 Ibuki Gorō?)
- Retsudō Shiba: Goda Masashi (合田 雅吏 Gōda Masashi?)
- Aburame Manpuku: Owada Shinya (大和田 伸也 Ōwada Shin'ya?)
- Chimatsuri Doukoku: Nishi Rintaro (西 凛太朗 Nishi Rintarō?, Lồng tiếng)
- Usukawa Dayu: Park Romi (朴 璐美 Paku Romi?, Voice)
- Chi cốt Shitari: Chō (チョー? Lồng tiếng)
- Narrator: Miyata Hironori (宮田 浩徳 Miyata Hironori?)

### Diễn viên phục trang
- ShinkenRed, Shinkenoh: Fukuzawa Hirofumi (福沢 博文 Fukuzawa Hirofumi?)
- ShinkenBlue: Oshikawa Yoshifumi (押川 善文 Oshikawa Yoshifumi?)
- ShinkenPink: Hitomi Sanae (人見 早苗 Hitomi Sanae?)
- ShinkenGreen: Takeuchi Yasuhiro (竹内 康博 Takeuchi Yasuhiro?)
- ShinkenYellow: Hashiguchi Miwa (橋口 未和 Hashiguchi Miwa?)
- ShinkenGold: Okamoto Jiro (岡元次郎 Okamoto Jiro?)
- Doukoku Chimatsuri, Daikaioh: Kusaka Hideaki (日下 秀昭 Kusaka Hideaki?)
- Dayu Usukawa: Hachisuka Yūichi (蜂須賀 祐一 Hachisuka Yūichi?)
- Chi cốt Shitari: Ōbayashi Masaru (大林 勝 Ōbayashi Masaru?)
- Juzo Fuwa, ShinkenRed (phụ): Seike Riichi (清家 利一 Seike Riichi?)
- Manpuku Aburame: Kitagawa Tsutomu (喜多川 2tom Kitagawa Tsutomu?)

## Bài hát
Kết
- "Giấc mơ 24/7, Shinkenger, bản điện ảnh" (四六時夢中　シンケンジャー銀幕版 Shirokujimuchū Shinkenjā Ginmakuban?)
  - Lời: Fujibayashi Shoko
  - Sáng tác: Takatori Hideaki
  - Cải biên: Project.R (Kagoshima Hiroaki)
  - Thể hiện: Shinkenger (Matsuzaka Tori, Aiba Hiroki, Takanashi Rin, Suzuki Shogo, Morita Suzuka, Sohma Keisuke) & Takatori Hideaki